# Vinařský fond
Vinařský fond je právnickou osobou se sídlem v Brně, který vznikl v roce 2002 na základě změny zákona č. 115/1995 Sb., o vinohradnictví a vinařství, zákonem č. 50/2002 Sb. Iniciátorem jeho vzniku byl tehdejší ministr zemědělství Jan Fencl. Od srpna 2023 je ředitelem Vinařského fondu Zbyněk Vičar, který ve funkci nahradil Jaroslava Machovce.
Orgány Vinařského fondu jsou:
- Rada – nejvyšší orgán fondu, jejích 11 členů na 4leté funkční období jmenuje a odvolává ministr zemědělství ČR
- Ředitel – statutární orgán fondu, jmenuje a odvolává ho Rada fondu
- Dozorčí rada – kontrolní orgán fondu, jejích 7 členů 4leté funkční období volí a odvolává Poslanecká sněmovna

V radě zasedají zástupci vinařů a člen Zastupitelstva Jihomoravského kraje. V dozorčí radě pak především členové Parlamentu. Členem orgánu fondu může být jen fyzická osoba, která je plně svéprávná a která je bezúhonná.
Původním úkolem fondu před vstupem do Evropské unie bylo – za pomocí prostředků získaných jako platba odvodů od pěstitelů vinic, výrobců vína a dovozců vína, a dále prostředků získaných jako dlouhodobě návratná finanční podpora od státu – podporovat výsadbu a obnovu vinic, a také podporovat propagaci prodeje vína. Novým zákonem č. 321/2004 Sb., o vinohradnictví a vinařství, došlo ke změně ve fungování fondu. Tento výhradně podporuje marketing vína, rozvoj vinařské turistiky a informuje veřejnost o vinohradnictví a vinařství. Vinařský fond tedy začal pracovat na obdobné bázi jako organizace v ostatních vinařských zemích Evropy. Vinařský fond také iniciuje změny v právní úpravě vinohradnictví a vinařství.
Zdrojem jeho příjmů jsou odvody za prodané moravské a české víno a za vinice na Moravě a v Čechách, které sám vybírá, dále pak státní dotace, státní příspěvky ve výši ročně fondem vybraných odvodů, příspěvky za strany kraje, dary a další příjmy. Ve spolupráci s členem dozorčí rady poslancem Zdeňkem Koudelkou tak bylo roku 2005 dosaženo posílení postavení Vinařského fondu vůči Ministerstvu zemědělství a snížení administrativních povinností vinařů podle zákona o spotřební dani a umožnění poskytovat tichá vína jako podnikové dárky uznatelné jako daňový výdaj pro daň z příjmů i daň z přidané hodnoty.